# Ehrenfriedhof Sonthofen
Koordinaten: 47° 30′ 42,5″ N, 10° 17′ 13,7″ O

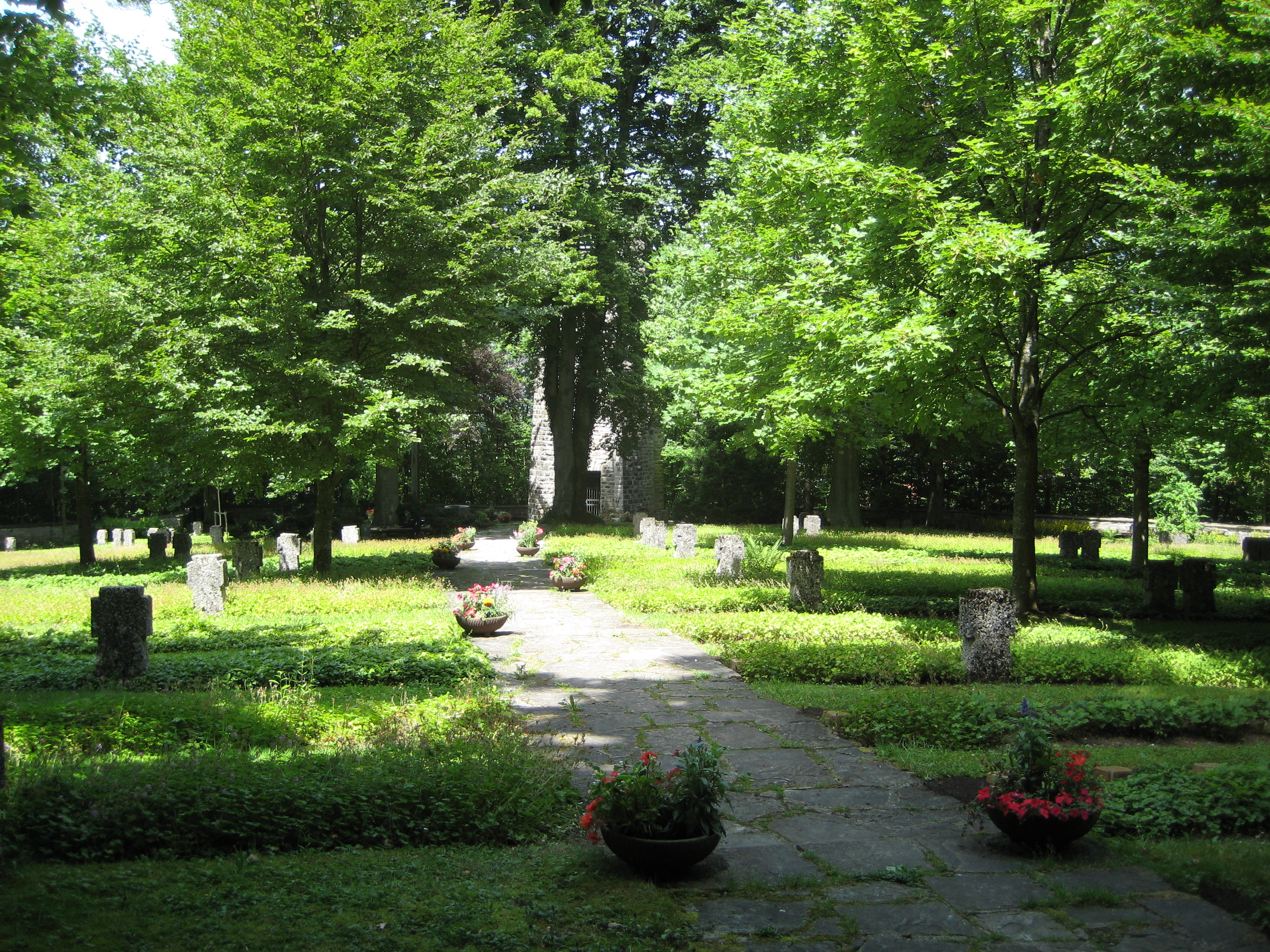
Der Ehrenfriedhof Sonthofen

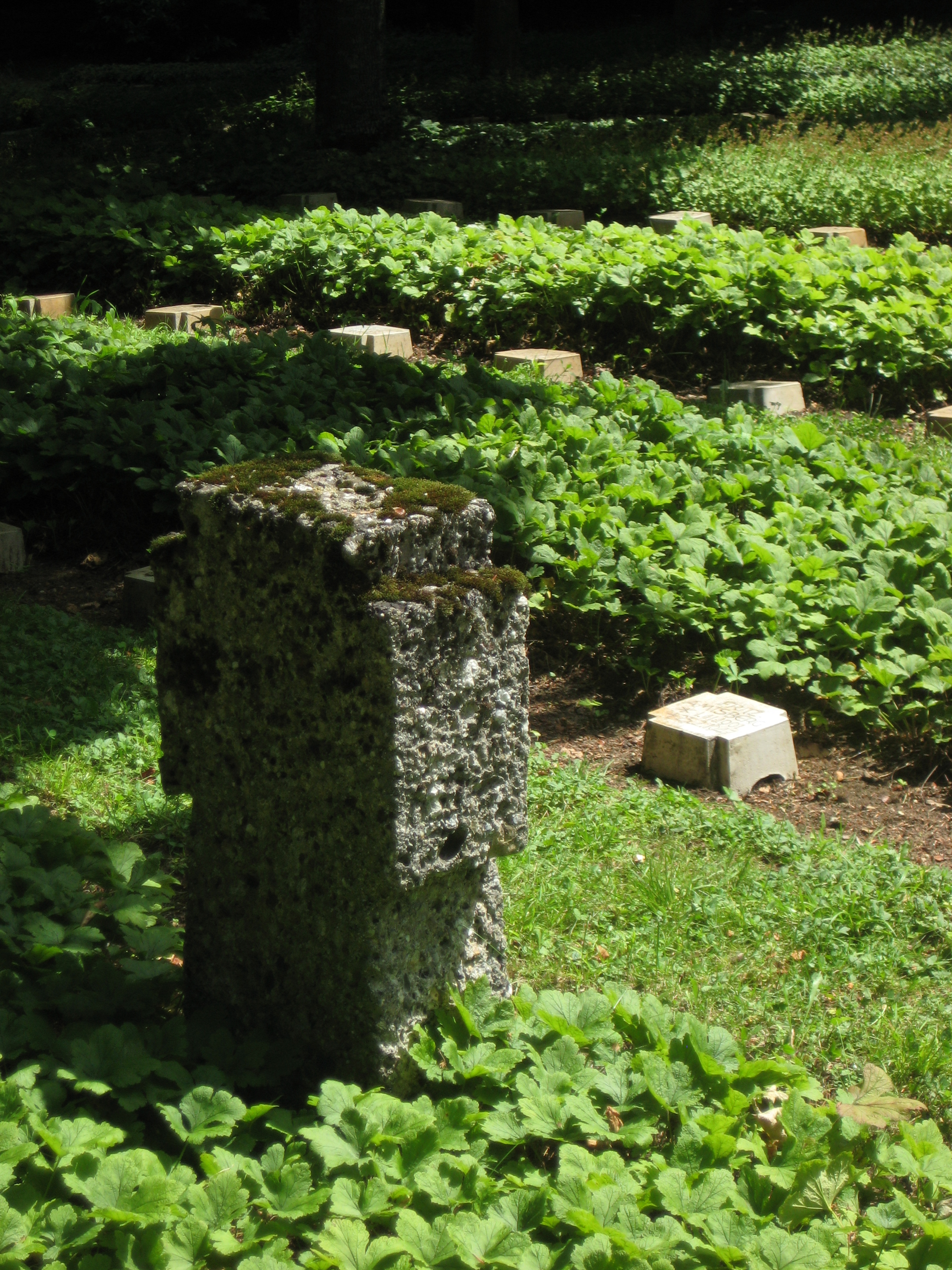
Grabstellen

Der Ehrenfriedhof Sonthofen ist ein Soldatenfriedhof in Sonthofen im schwäbischen Landkreises Oberallgäu in Bayern.
Der Friedhof liegt südöstlich des Ortskerns auf einem bewaldeten Höhenrücken, dem sogenannten „Schwäbeleholz“. Bestattet wurden dort neben Gefallenen der Weltkriege viele Schwerkranke aus den nahe gelegenen Lazaretten. Insgesamt befinden sich im Ehrenfriedhof Sonthofen fast 1600 Gräber.
Am 23. September 1956 wurde der Friedhof nach dreijähriger Bauzeit eingeweiht. Am oberen Ende einer Steintreppe durch den umgebenden Wald steht das Wahrzeichen, ein 15 Meter hoher Turm. Dessen Glocke trägt die Inschrift „Gedenkt der Millionen Toten aus zwei Weltkriegen, 1914–1918/1939–1945“.